# Delphinium kurdicum
Delphinium kurdicum är en ranunkelväxtart som beskrevs av Pierre Edmond Boissier och Hohen.. Delphinium kurdicum ingår i släktet storriddarsporrar, och familjen ranunkelväxter. Inga underarter finns listade i Catalogue of Life.